# Marcelinho da Lua

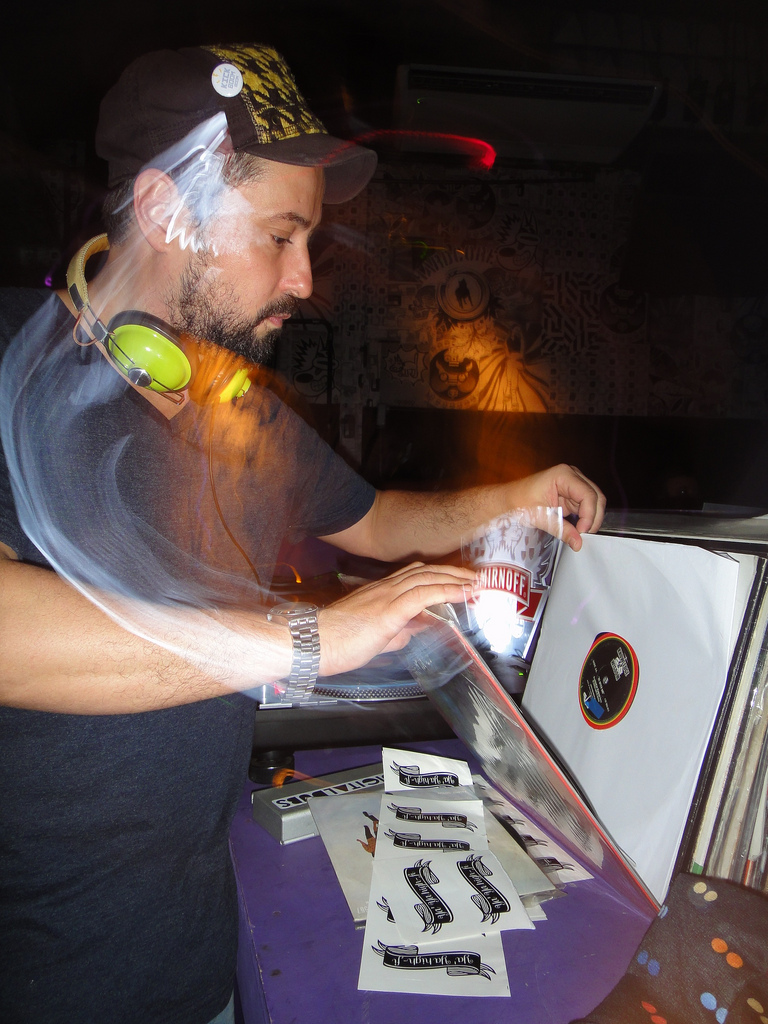
DJ Marcelinho da Lua

Marcelinho da Lua ist ein brasilianischer Disc-Jockey aus Rio de Janeiro. Bekannt wurde da Lua durch seinen Song Tranqüilo! aus seinem gleichnamigen Debütalbum. Dieser Song wurde im Soundtrack des Videospiels FIFA 06 von EA Sports verwendet. Seine Musik ist von Reggae-, Electronic- und Latineinflüssen geprägt.

## Musik
Da Lua spielte mit mehreren anderen brasilianischen DJs zusammen, wie Black Alien, Seu Jorge, Mauro Berman, Rafael Ramos, Gilberto Gil und Chico Buarque.

## Veröffentlichungen
2003 veröffentlichte Marcelinho da Lua sein Debütalbum "Tranqüilo!", das 11 Songs enthält, darunter auch der gleichnamige Song, der im Soundtrack des Videospieles FIFA 06 enthalten ist. Das Album ist unter dem Label Disc Medi erschienen.
Ein Jahr später veröffentlichte da Lua zusammen mit dem Produzenten Mad Professor sein zweites Studioalbum, Mad Professor meets Marcelinho da Lua. 2007 folgte sein drittes Album, das "Social" heißt. In der Zeit zwischen 2003 und 2007 wurden einzelne Songs da Luas in Compilation-Alben veröffentlicht.

## Diskografie

### Singles
- Cotidiano Remixes (2006/Mr. Bongo Records)

### Alben

#### Marcelinho da Lua
- Tranqüilo! (2003/Disc Medi)
- Mad Professor meets Marcelinho da Lua (2004)
- Social (2007)

#### Compilations
- Assim Assado - Tributo aos Secos & Molhados (2003)
- Sambaflex (2005)
- O Brasil na Copa (2006)
- Presente (2008)
- As 10 + de Samba de Raiz (2008)
- As 10 + do Pop (2008)